# 豊田村 (三重県)
豊田村（とよだむら）は三重県一志郡にあった村。現在の松阪市嬉野町の東端の北部、名松線・権現前駅の北東一帯にあたる。

## 地理
- 山岳：西山
- 河川：大門川

## 歴史
- 1889年（明治22年）4月1日 - 町村制の施行により、新屋庄村・川原木造村・川北村・須賀村・権現前村・小村の区域をもって発足。
- 1955年（昭和30年）3月15日 - 中郷村・豊地村・中川村・中原村および宇気郷村の一部（大字小原・上小川）と合併して嬉野町が発足。同日豊田村廃止。

## 地域
教育
- 豊田小学校

## 交通

### 鉄道路線
- 日本国有鉄道
  - 名松線
    - 権現前駅

上記のほか、村域を日本国有鉄道の参宮線（現・紀勢本線）および近鉄山田線が通過したが、駅は所在しなかった。

### 道路
- 国道23号